# Tadeusz Lipiec
Tadeusz Lipiec (ur. 3 lutego 1944, zm. 9 lutego 2020) – polski harmonista, muzykant ludowy, członek Kapeli Lipców z Wygnanowa k. Przytyka.

## Życiorys
Jego matka była znakomitą śpiewaczką. Nie znając nut, gry na harmonii uczył się ze słuchu. Na pierwszych zabawach grał na bębnie wraz ze swoim wujem - harmonistą Marianem Lipcem (ur. 1937). Pierwszy raz do tańca zagrał na tzw. poprawinach u Władysława Pająka w wieku 14 lat. Jego pierwszą harmonię (24-basową) zrobił Stanisław Lipiński z Radomia.  
W ciągu kilku lat stał się jednym z najbardziej cenionych harmonistów w regionie, regularnie występując na weselach. Na stałe współpracował z trzema skrzypkami: Janem Ciarkowskim z Potworowa (11 lat), Janem Koconem z Radomia (20 lat) oraz Henrykiem Dalbiakiem z Kaszewskiej Woli (19 lat). Zdarzało mu się także występować z Piotrem i Janem Gacami oraz Janem Kmitą. Z czasem na weselach zaczął występować także z towarzyszeniem perkusji i instrumentów dętych. Karierę muzykanta weselnego zakończył z nadejściem lat 90. XX wieku.  
W 2005 założył wraz z bratem ciotecznym Marianem Lipcem (ur. 1958), bębnistą i perkusistą – Kapelę Lipców. Po długiej przerwie w graniu powrócił do muzyki pod koniec pierwszej dekady XX w. i od tego czasu uczestniczył w przeglądach folklorystycznych, festiwalach i zabawach tanecznych organizowanych na terenie całej Polski. Miał szeroki repertuar melodii złożony zarówno ze starych mazurów, oberków i polek oraz modnych w latach 60. i 70. tang, walców i fokstrotów.
W 2017 zespół zarejestrował w studiu Radia Plus Radom płytę pt. Kapela Jana Kmity i Lipców wydaną przez Muzeum Wsi Radomskiej. 
W 2013 i 2016 kapela została laureatem I nagrody w Konkursie Kapel i Śpiewaków Ludowych Regionów Nadwiślańskich „Powiślaki” w Maciejowicach, a w 2015 na tym samym Konkursie otrzymała także nagrodę główną „Złote Basy”. W 2012 i 2016 zespół zajął II miejsce na Ogólnopolskim Festiwalu Kapel i Śpiewaków Ludowych w Kazimierzu nad Wisłą. W 2018 zostali laureatami Nagrody im. Oskara Kolberga oraz Nagrody Marszałka Województwa Mazowieckiego.
Pochowany 12 lutego 2020 na cmentarzu parafii św. Marii Magdaleny we Wrzeszczowie k. Przytyka.